# Ana Paula Lobato
Ana Paula Lobato, née le 11 mai 1984 à Pinheiro, est une infirmière, femme d'affaires et femme politique brésilienne. Elle est sénatrice fédérale depuis le 1er février 2023. 
Débutant son parcours au PPS, elle rejoint ensuite le PDT et est élue maire adjointe de Pinheiro. En 2022, elle est élue première suppléante sénatrice et rejoint le Parti socialiste brésilien.

## Biographie

### Parcours politique
Ana Paula Lobato est née à Pinheiro, la même ville que l'ancien président José Sarney, elle est infirmière et une femme d'affaires dans le secteur de la location d'équipements et de machines de construction.
En 2020, lorsqu'elle était membre du PDT, elle est élue maire adjointe de la municipalité de Pinheiro sur la liste de Luciano Genésio (pt) (PP). Lorsque la justice destitue temporairement le maire, elle assume la fonction de maire pendant plus d'un mois.
Lors de l'élection présidentielle 2022, et surtout pour le second tour, elle mène campagne en faveur de Lula, étant devenue membre du Parti socialiste brésilien.
En janvier 2023, elle est annoncée comme future sénatrice, en raison de la nomination de Flávio Dino en tant que ministre de la Justice et de la sécurité publique, elle prend ses fonctions le 1er février 2023, après l'investiture puis la démission du ministre de son mandat de parlementaire.
Lors de sa prise de fonction, elle est la sénatrice la plus jeune de la législature du Sénat à 38 ans.

### Vie privée
Ana Paula Lobato est l'épouse d'Othelino Neto (pt), membre du PCdoB et président de l'Assemblée législative de l'État de Maranhão. Elle est mère de deux enfants.